# Смірнов Василь Дмитрович
Василь Дмитрович Смірнов (рос. Василий Дмитриевич Смирнов; 28 липня 1846, Астраханська губернія — 25 травня 1922, Петроград) — російський сходознавець-тюрколог.

## Біографія
Народився в 1846 році, закінчив курс в університеті на факультеті східних мов. Обравши своєю спеціальністю османську мову, Смірнов у 1873 році захистив дисертацію на ступінь магістра: «Кочубей Гöмюрджінскій та інші османські письменники XVII століття про причини занепаду Туреччини» і був обраний штатним доцентом Санкт-Петербурзького університету на кафедрі турецько-татарської словесності.
У 1875 році здійснив першу поїздку до Османської імперії для практичних спостережень над живою османською промовою і для ознайомлення з літературними скарбами османських бібліотек в Константинополі. Подібні вчені екскурсії повторювалися їм неодноразово.
Захистивши, у 1887 році, дисертацію на ступінь доктора: «Кримське ханство під верховенством Оттоманської Порти до початку XVIII століття», призначений ординарним професором по кафедрі турецько-татарської словесності. Відповідно до власної філологічної та сучасної йому методики історичних досліджень ця праця С. значною мірою є компіляцією османської та кримської хронік, тому, попри насиченість наративу, аналіз державного устрою Кримського ханату та його стосунків з Османською імперією досить поверховий. Проте через тривалу відсутність інтересу науковців до цієї проблематики праця зберігає свій авторитет. С. був блискучим знавцем давньої та сучасної йому турецької літератури. Він створив кілька посібників з османсько-турецької літератури. Обирався гласним Петербурзької міської думи, був ревізором початкових шкіл, цензором тюркомовних видань. Викладав у Петербурзькому університеті до кінця життя і став засновником школи історичної та філологічної османістики в Росії та СРСР.

## Праці
- «Турецкая цивилизация» («Вестник Европы», 1876)
- «Официальная Турция в лицах» (ib., 1878)
- «По вопросу о школьном образовании инородцев-мусульман» («Журн. Мин. Нар. Просв.», ч. CCXXII, отд. 3)
- «Эпизод из восточной политики Пруссии» («Рус. Вестн.», 1882)
- «Археологическая экскурсия в Крым летом 1886 г.» ("Зап. Вост. Отд. Имп. Рус. «Археол. Общ.», новая серия, т. I)
- «Образцовые произведения османской литературы» (СПб., 1891)
- «Очерк истории османской литературы» (СПб., 1892; в «Всеобщей истории литературы», составл. под ред. Б. Ф. Корша и А. И. Кирпичникова, т. IV)
- «Мусульманские печатные издания в России» («Записка Вост. Отд. Имп. Русск. Арх. Общества», т. III, V, VIII)
- Видав «Описание турецких рукописей коллекции учебного отд. восточных языков при мин. иностр. дел» («Collections Scientifiques d e l'Institut des langues Orientales, т. VIII: Manuscripts Turcs»).